# Guitrancourt
Guitrancourt és un municipi francès, situat al departament d'Yvelines i a la regió de Illa de França. L'any 2007 tenia 625 habitants.
Forma part del cantó de Limay, del districte de Rambouillet i de la Comunitat urbana Grand Paris Seine et Oise.

## Demografia

### Població
El 2007 la població de fet de Guitrancourt era de 625 persones. Hi havia 219 famílies, de les quals 28 eren unipersonals (20 homes vivint sols i 8 dones vivint soles), 61 parelles sense fills, 114 parelles amb fills i 16 famílies monoparentals amb fills.
La població ha evolucionat segons el següent gràfic:
Habitants censats

### Habitatges
El 2007 hi havia 238 habitatges, 217 eren l'habitatge principal de la família, 9 eren segones residències i 11 estaven desocupats. 219 eren cases i 14 eren apartaments. Dels 217 habitatges principals, 183 estaven ocupats pels seus propietaris, 24 estaven llogats i ocupats pels llogaters i 10 estaven cedits a títol gratuït; 3 tenien una cambra, 10 en tenien dues, 22 en tenien tres, 41 en tenien quatre i 141 en tenien cinc o més. 157 habitatges disposaven pel capbaix d'una plaça de pàrquing. A 76 habitatges hi havia un automòbil i a 133 n'hi havia dos o més.

### Piràmide de població
La piràmide de població per edats i sexe el 2009 era:
| Homes | Edats   | Dones |
| ----- | ------- | ----- |
| 0     | 95 o +  | 0     |
| 0     | 90 a 94 | 0     |
| 0     | 85 a 89 | 0     |
| 0     | 80 a 84 | 4     |
| 4     | 75 a 79 | 8     |
| 4     | 70 a 74 | 8     |
| 12    | 65 a 69 | 0     |
| 4     | 60 a 64 | 8     |
| 20    | 55 a 59 | 16    |
| 16    | 50 a 54 | 20    |
| 24    | 45 a 49 | 12    |
| 40    | 40 a 44 | 40    |
| 36    | 35 a 39 | 24    |
| 28    | 30 a 34 | 24    |
| 16    | 25 a 29 | 20    |
| 28    | 20 a 24 | 8     |
| 12    | 15 a 19 | 24    |
| 16    | 10 a 14 | 16    |
| 32    | 5 a 9   | 32    |
| 20    | 0 a 4   | 20    |

## Economia
El 2007 la població en edat de treballar era de 442 persones, 340 eren actives i 102 eren inactives. De les 340 persones actives 311 estaven ocupades (175 homes i 136 dones) i 28 estaven aturades (10 homes i 18 dones). De les 102 persones inactives 26 estaven jubilades, 46 estaven estudiant i 30 estaven classificades com a «altres inactius».

### Ingressos
El 2009 a Guitrancourt hi havia 217 unitats fiscals que integraven 648 persones, la mediana anual d'ingressos fiscals per persona era de 25.512 €.

### Activitats econòmiques
Dels 36 establiments que hi havia el 2007, 2 eren d'empreses extractives, 1 d'una empresa de fabricació de material elèctric, 13 d'empreses de construcció, 4 d'empreses de comerç i reparació d'automòbils, 1 d'una empresa de transport, 1 d'una empresa d'hostatgeria i restauració, 1 d'una empresa d'informació i comunicació, 1 d'una empresa financera, 3 d'empreses immobiliàries, 5 d'empreses de serveis i 4 d'entitats de l'administració pública.
Dels 17 establiments de servei als particulars que hi havia el 2009, 2 eren tallers de reparació d'automòbils i de material agrícola, 3 autoescoles, 2 paletes, 1 guixaire pintor, 3 fusteries, 3 lampisteries, 2 empreses de construcció i 1 restaurant.
L'any 2000 a Guitrancourt hi havia 5 explotacions agrícoles.

## Equipaments sanitaris i escolars
El 2009 hi havia una escola elemental.

## Poblacions més properes
El següent diagrama mostra les poblacions més properes.